# Vandendriesscheit
Vandendriesscheit ist ein eher selten vorkommendes bleihaltiges Uranmineral aus der Mineralklasse der „Oxide und Hydroxide“. Es kristallisiert im orthorhombischen Kristallsystem mit der chemischen Zusammensetzung Pb1,57[(UO2)10|O6|(OH)11]·11H2O und entwickelt meist transparente bis durchscheinende Kristalle von braungelber bis gelboranger Farbe.

## Etymologie und Geschichte
Vandendriesscheit wurde erstmals 1947 von dem belgischen Mineralogen Johannes Franciscus Vaes gemeinsam mit den Mineralen Billietit, Masuyit, Richetit, Studtit und Diderichit an einer Probe aus der Shinkolobwe Mine beschrieben, der es zu Ehren des belgischen Geologen Adrien Vandendriessche (13. Januar 1914 bis 27. Mai 1940) benannte, der sich mit kongolesischen Mineralen beschäftigte. 1997 gelang die Einkristallstrukturanalyse einer Vandendriesscheit-Probe aus der Shinkolobwe Mine in der Demokratischen Republik Kongo.
Das Typmineral von Vandendriesscheit befindet sich an der Harvard University (Katalog-Nr. 106523) in Cambridge, Massachusetts, USA.

## Klassifikation
In der veralteten 8. Auflage der Mineralsystematik nach Strunz gehörte der Vandendriesscheit zur Mineralklasse der „Oxide und Hydroxide“ und dort zur Abteilung „Hydroxide“, wo er gemeinsam mit Fourmarierit, Metaschoepit, Paraschoepit und Schoepit in der „Fourmarierit-Reihe“ mit der Systemnummer IV/F.13 steht.
In der zuletzt 2018 überarbeiteten Lapis-Systematik nach Stefan Weiß, die formal auf der alten Systematik von Karl Hugo Strunz in der 8. Auflage basiert, erhielt das Mineral die System- und Mineralnummer IV/H.07-020. Dies entspricht der Klasse der „Oxide und Hydroxide“ und dort der Abteilung „Uranyl([UO2]2+)-Hydroxide und -Hydrate“, wo Vandendriesscheit zusammen mit Curit, Fourmarierit, Gauthierit, Metavandendriesscheit, Richetit, Sayrit, Shinkolobweit und Spriggit eine unbenannte Gruppe mit der Systemnummer IV/H.07 bildet.
Die von der International Mineralogical Association (IMA) zuletzt 2009 aktualisierte 9. Auflage der Strunz’schen Mineralsystematik ordnet den Vandendriesscheit in die Klasse der „Oxide (Hydroxide, V[5,6]-Vanadate, Arsenite, Antimonite, Bismutite, Sulfite, Selenite, Tellurite, Iodate)“ und dort in die Abteilung „Uranyl-Hydroxide“ ein. Hier ist das Mineral in der Unterabteilung „Mit zusätzlichen Kationen (K, Ca, Ba, Pb usw.); mit vorwiegend UO2(O,OH)5 pentagonalen Polyedern“ zu finden, wo es zusammen mit Metavandendriesscheit die „Vandendriesscheitgruppe“ mit der Systemnummer 4.GB.40 bildet.
In der vorwiegend im englischen Sprachraum gebräuchlichen Systematik der Minerale nach Dana hat Vandendriesscheit die System- und Mineralnummer 05.08.01.01. Das entspricht der Klasse der „Oxide und Hydroxide“ und dort der Abteilung „Uran- und thoriumhaltige Oxide“. Hier findet er sich innerhalb der Unterabteilung „Oxide mit Uran und Thorium und einer Kationenladung von 6+, die Pb und erhebliche Mengen an Kristallwasser enthalten“ in einer unbenannten Gruppe mit der Systemnummer 05.08.01, in der auch Metavandendriesscheit eingeordnet ist.

## Kristallstruktur

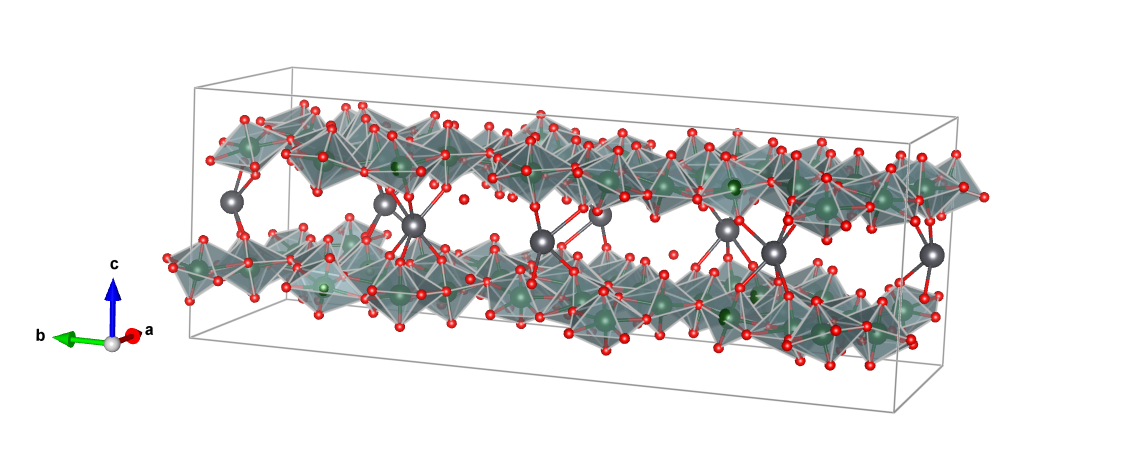
Kristallstruktur von Vandendriesscheit. Gezeigt ist die Verknüpfung der kantenverknüpften Schichten aus Uranyl-Polyedern durch die Koordination von Blei(II)-Ionen (Wassermoleküle der Übersichtlichkeit wegen entfernt)
green U red O #696969 Pb

Vandendriesscheit kristallisiert im orthorhombischen Kristallsystem in der Raumgruppe Pbca (Raumgruppen-Nr. 61) mit den Gitterparametern a = 14,117 Å, b = 41,378 Å, c = 14,535 Å und α = β = γ = 90° sowie acht Formeleinheiten pro Elementarzelle.
In der Kristallstruktur weist das Uranatom eine pentagonal-bipyramidale Geometrie auf. Die Spitzen der Pyramide stellen die Uranyl-Sauerstoffatome dar, in der äquatorialen Ebene sind Oxid- beziehungsweise Hydroxid-Ionen an das Uranatom koordiniert. Es finden sich zwei unterschiedliche Blei-Positionen, von denen eine nur zu 57 % besetzt ist, was in der Summenformel 1,57 Bleiatome ausmacht. In der Struktur befinden sich 11 Wassermoleküle, von denen fünf an die Bleiatome koordiniert sind. Die übrigen Wassermoleküle werden lediglich durch Wasserstoffbrückenbindungen in der Struktur gehalten. Es entsteht ein Netzwerk von äquatorial kantenverknüpften Uranyleinheiten, wobei diese über die Uranyl-Sauerstoffatome von den Blei-Ionen so koordiniert werden, dass parallele Schichten entstehen. Dieses Motiv ist eines der komplexesten unter den Uranyl-Oxid-Hydraten. Die Kristallstruktur des Vandendriesscheit ähnelt in dieser Form stark den Strukturen von Schoepit und Becquerelit.

## Eigenschaften
Das Mineral ist durch seinen Urangehalt von bis zu 67,8 Gew.-% sehr stark radioaktiv. Unter Berücksichtigung der Mengenanteile der radioaktiven Elemente in der idealisierten Summenformel sowie der Folgezerfälle der natürlichen Zerfallsreihen wird für das Mineral eine spezifische Aktivität von etwa 121,3 kBq/g angegeben (zum Vergleich: natürliches Kalium 0,0312 kBq/g). Der zitierte Wert kann je nach Mineralgehalt und Zusammensetzung der Stufen deutlich abweichen, auch sind selektive An- oder Abreicherungen der radioaktiven Zerfallsprodukte möglich und ändern die Aktivität.

## Modifikationen und Varietäten
Röntgenkristallographische Untersuchungen an Vandendriesscheit-Kristallen haben gezeigt, dass sich neben dem Vandendriesscheit (= Phase I) noch eine zweite Phase finden lässt, die sich optisch nicht von der ersten unterscheidet. Diese zweite Phase wurde „Metavandendriesscheit“ genannt. Das Präfix „Meta-“ indiziert hierbei den Verlust von Kristallwasser, der nachgewiesen werden konnte, indem ein klarer oranger Kristall von Vandendriesscheit über konzentrierter Schwefelsäure aufbewahrt wurde. Aufgrund der wasserentziehenden Wirkung der Schwefelsäure wurde der Kristall trüb, so dass das Beugungsmuster die Phase II (Metavandendriesscheit) als hauptsächliche Komponente zeigte. Dieses Verhalten ähnelt sehr stark dem des Schoepit.

## Bildung und Fundorte

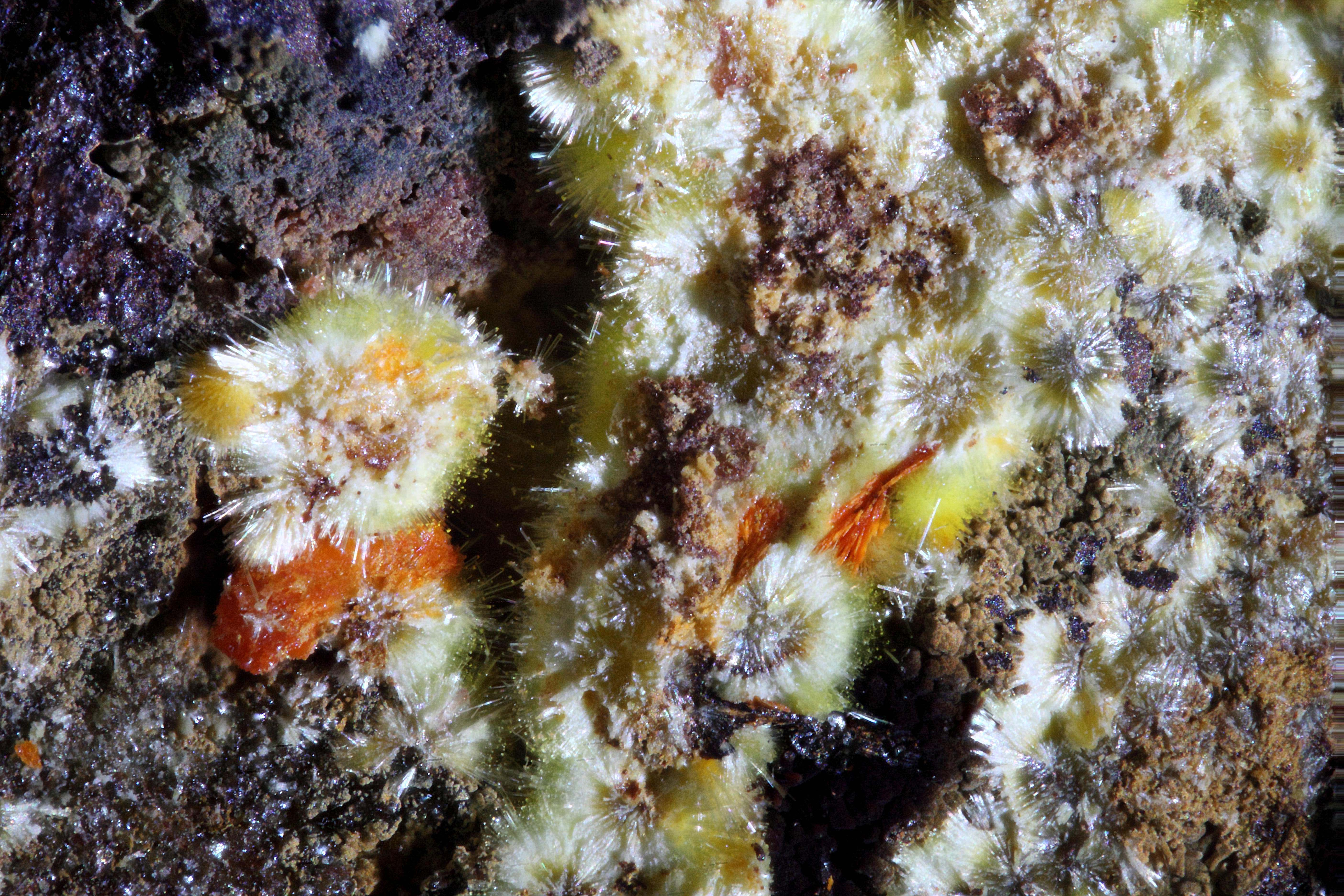
Orange Vandendriesscheit-Kristalle aus der Grube Krunkelbach, Menzenschwand, Schwarzwald, Deutschland

Vandendriesscheit findet sich als Umwandlungsprodukt präkambrischer primärer Uranlagerstätten. Durch die Auswaschung von mobilen UO22+-Ionen findet eine relative Anreichung an Blei-Ionen statt, so dass es zur Bildung von bleireichen Uran-Oxid-Hydraten kommt. Das Mineral ist je nach Fundort mit weiteren Uranmineralen vergesellschaftet und tritt in Shinkolobwe unter anderem mit Metavandendriesscheit, Fourmarierit, Rutherfordin, Becquerelit, Metatorbernit und Uraninit auf.
In Deutschland wurde Vandendriesscheit unter anderem in Menzenschwand, Wittichen sowie in Oelsnitz gefunden. In der Schweiz findet es sich unter anderem im Kanton Wallis in Les Marécottes und Isérables sowie in Österreich in Hüttwinkl.
Weitere Fundorte sind in Frankreich die Region Okzitanien im Département Hérault in Rabejac bei Lodève sowie die Region Rhône-Alpes. Weiterhin ist es aus wenigen Fundstellen in Argentinien, Australien, China, der Tschechischen Republik, Italien, Norwegen, Spanien, Schweden, Tansania, dem Vereinigten Königreich und den Vereinigten Staaten von Amerika bekannt.

## Vorsichtsmaßnahmen
Auf Grund der starken Radioaktivität des Minerals sollten Mineralproben vom Vandendriesscheit nur in staub- und strahlungsdichten Behältern, vor allem aber niemals in Wohn-, Schlaf- und Arbeitsräumen aufbewahrt werden. Ebenso sollte wegen der hohen Toxizität und Radioaktivität von Uranylverbindungen eine Aufnahme in den Körper (Inkorporation, Ingestion) auf jeden Fall verhindert und zur Sicherheit direkter Körperkontakt vermieden sowie beim Umgang mit dem Mineral Mundschutz und Handschuhe getragen werden.